# Wasserkraftwerke in Bayern
In Bayern gibt es etwa 4200 Wasserkraftwerke (Stand 2016). Diese haben insgesamt eine Ausbauleistung von etwa 2,9 Gigawatt.
| Ausbauleistung in Kilowatt | Anzahl |
| -------------------------- | ------ |
| 0 – 9                      | 913    |
| 10 – 24                    | 1.302  |
| 25 – 49                    | 793    |
| 50 – 99                    | 454    |
| 100 – 499                  | 428    |
| 500 – 999                  | 72     |
| 1.000 – 4.999              | 122    |
| 5.000 – 9.999              | 46     |
| mehr als 10.000            | 67     |

Zum Vergleich: Das Kernkraftwerk Grafenrheinfeld hatte eine Nettoleistung von 1,275 Gigawatt, moderne Wasserräder eine Leistung zwischen 2 und 18 Kilowatt.
Der durchschnittliche Jahresbedarf eines Haushalts an elektrischer Energie beträgt etwa 3900 kWh.

## Liste der Kraftwerke mit mehr als 10 Megawatt
Etwa 67 Wasserkraftwerke in Bayern haben eine Ausbauleistung von mehr als 10 Megawatt.
| Name                | Typ                   | Flusssystem            |
| ------------------- | --------------------- | ---------------------- |
| Obernach            | Laufwasserkraftwerk   | Isar                   |
| Walchenseekraftwerk | Speicherkraftwerk     | Isar                   |
| Kachlet             | Laufwasserkraftwerk   | Donau                  |
| Egglfing-Obernberg  | Laufwasserkraftwerk   | Inn                    |
| Mühltal             | Laufwasserkraftwerk   | Isar                   |
| Aufkirchen          | Laufwasserkraftwerk   | Isar                   |
| Eiting              | Laufwasserkraftwerk   | Isar                   |
| Pfrombach           | Laufwasserkraftwerk   | Isar                   |
| Uppenborn 1         | Laufwasserkraftwerk   | Isar                   |
| Uppenborn 2         | Laufwasserkraftwerk   | Isar                   |
| Altheim             | Laufwasserkraftwerk   | Isar                   |
| Niederaichbach      | Laufwasserkraftwerk   | Isar                   |
| Gummering           | Laufwasserkraftwerk   | Isar                   |
| Bertoldsheim        | Laufwasserkraftwerk   | Donau                  |
| Bittenbrunn         | Laufwasserkraftwerk   | Donau                  |
| Bergheim            | Laufwasserkraftwerk   | Donau                  |
| Ingolstadt          | Laufwasserkraftwerk   | Donau                  |
| Vohburg             | Laufwasserkraftwerk   | Donau                  |
| Dingolfing          | Speicherkraftwerk     | Isar                   |
| Landau              | Laufwasserkraftwerk   | Isar                   |
| Ettling             | Laufwasserkraftwerk   | Isar                   |
| Pielweichs          | Laufwasserkraftwerk   | Isar                   |
| Nußdorf             | Laufwasserkraftwerk   | Inn                    |
| Ering-Frauenstein   | Laufwasserkraftwerk   | Inn                    |
| Roßhaupten          | Speicherkraftwerk     | Lech                   |
| Prem                | Laufwasserkraftwerk   | Lech                   |
| Urspring            | Laufwasserkraftwerk   | Lech                   |
| Meitingen           | Laufwasserkraftwerk   | Lech                   |
| Happurg             | Pumpspeicherkraftwerk |                        |
| Langenprozelten     | Pumpspeicherkraftwerk |                        |
| Tanzmühle           | Pumpspeicherkraftwerk | Pfreimd / Naab / Donau |
| Reisach             | Pumpspeicherkraftwerk | Pfreimd / Naab / Donau |

## Kleinstwasserkraftwerke
Die meisten sehr kleinen Wasserkraftanlagen sind Turbinenanlagen. Diese sind jedoch umstritten, da sie häufig, trotz geringer Energieausbeute einen erheblichen Eingriff in ein Bach- oder Flusssystem darstellen und für Fische schwierig zu passieren sind. Daneben gibt es jedoch auch umweltschonendere Kleinstwasserkraftanlagen wie Wasserkraftschnecken und Wasserräder.

### Wasserkraftschnecken
| Name                         | Ort             |
| ---------------------------- | --------------- |
| Stadtbachstufe               | München         |
| Gugelmühle                   | Wassertrüdingen |
| Wasserschnecke Kiefersfelden | Kiefersfelden   |
| Rödermühle Diebach           | Hammelburg      |
| Klostermühle Rotter          | Pforzen         |
| Kupfermühle                  | Lohr            |
|                              |                 |

### Wasserräder
| Name               | Ort             |
| ------------------ | --------------- |
| Rödermühle Diebach | Hammelburg      |
| Alte Mühle         | Biberach        |
| Hessenmühle        | Marktheidenfeld |